# 第111航空隊 (海上自衛隊)
第111航空隊（だいひゃくじゅういちこうくうたい、英称：Mine Countermeasures Helicopter Squadron 111）は、海上自衛隊航空集団直轄の海上自衛隊唯一の航空掃海部隊であり、岩国航空基地に所在する。

## 任務
第111航空隊は、港湾航路の安全を確保するため、機雷による脅威を排除することを目的としている。また、保有航空機の持つ機動力と収容力を活かし、多くの人員・物資輸送が可能である。さらに、当航空隊は特別警備隊の作戦を支援する。

## 沿革
- 1974年（昭和49年）2月16日：航空集団直轄部隊として下総航空基地においてV-107Aヘリコプター7機、人員91名をもって新編[1]。
- 1989年（平成元年）9月1日：下総航空基地から岩国航空基地へ移駐。
- 1990年（平成02年）3月30日：MH-53Eが配備。V-107Aが全機除籍。
- 1995年（平成07年）6月6日：相模湾で掃海訓練中のMH-53E（8626号機）の機体内で火災が発生、不時着水後に水没し、搭乗員8名が殉職。
- 2004年（平成16年）3月13日：部隊創設30周年記念行事を実施[2]。
- 2008年（平成20年）3月25日：MCH-101が配備。
- 2017年（平成29年）3月3日： MH-53Eが全機除籍。
- 2018年（平成30年）3月23日：第111列線整備隊が廃止。

## 編成
- 航空隊本部
- 第111飛行隊（コールサイン "GRIFFIN"）

## 主要幹部
| 官職名          | 階級    | 氏名   | 補職発令日     | 前職                   |
| --------------- | ------- | ------ | -------------- | ---------------------- |
| 第111航空隊司令 | 1等海佐 | 林隆司 | 2025年06月30日 | 大湊地区総監部管理部長 |

| 代 | 氏名     | 在職期間               | 出身校・期            | 前職                                                        | 後職                                            | 備考                                |
| -- | -------- | ---------------------- | --------------------- | ----------------------------------------------------------- | ----------------------------------------------- | ----------------------------------- |
| 01 | 妹尾景一 | 1974.2.16 - 1976.1.15  | 海兵73期              | 航空集団司令部付                                            | 海上自衛隊東京業務隊付 →1976.7.1 退職           |                                     |
| 02 | 古井貞男 | 1976.1.16 - 1977.12.15 | 関西学院大・ 6期幹候  | 第111航空隊副長                                             | 徳島教育航空群司令部首席幕僚                    | 2等海佐                             |
| 03 | 稲沢好治 | 1977.12.16 - 1979.3.15 | 中央大・ 8期幹候      | 第111航空隊副長                                             | 徳島教育航空群司令部 →1979.4.2 同司令部首席幕僚 | 2等海佐                             |
| 04 | 宮崎誠一 | 1979.3.16 - 1980.3.16  | 防大2期               | 第111航空隊副長                                             | 統合幕僚学校教育課教務班長                      | 就任時2等海佐 1980.1.1、1等海佐昇任 |
| 05 | 乗富哲雄 | 1980.3.17 - 1981.6.30  | 防大3期               | 航空集団司令部付                                            | 統合幕僚会議事務局第2幕僚室勤務                 |                                     |
| 06 | 松重 寛  | 1981.7.1 - 1984.7.31   | 法政大・ 11期幹候     | 海上自衛隊東京業務隊付                                      | 航空集団司令部幕僚                              |                                     |
| 07 | 助川士朗 | 1984.8.1 - 1986.3.19   | 防大6期               | 第111航空隊付                                               | 海上自衛隊幹部学校付                            |                                     |
| 08 | 藤田朋秀 | 1986.3.20 - 1988.7.31  | 海保大3期・ 8期幹候   | 硫黄島航空基地分遣隊司令                                    | 海上自衛隊幹部学校研究部員                      |                                     |
| 09 | 織田 勝  | 1988.8.1 - 1990.7.8    | 防大8期               | 統合幕僚会議事務局第5幕僚室長期班長                         | 第22航空群司令部首席幕僚                        |                                     |
| 10 | 丹野 博  | 1990.7.9 - 1993.8.1    | 防大9期               | 統合幕僚学校教務班長                                        | 小松島航空隊司令                                |                                     |
| 11 | 青柳亀平 | 1993.8.2 - 1996.3.31   | 西南学院大・ 17期幹候 | 海上幕僚監部調査部調査第2課長                               | 海上幕僚監部調査部                              |                                     |
| 12 | 笈川賢一 | 1996.4.1 - 1998.3.31   | 防大12期              | 第21航空群司令部首席幕僚                                    | 大湊航空隊司令                                  |                                     |
| 13 | 山本 英  | 1998.4.1 - 2000.3.31   | 法政大・ 20期幹候     | 海上自衛隊幹部学校教官                                      | 小松島航空隊司令                                |                                     |
| 14 | 甲斐敏春 | 2000.4.1 - 2002.8.19   | 防大13期              | 第121航空隊司令                                             | 第22航空群司令部付 →2002.11.15 定年退職         |                                     |
| 15 | 日髙洋三 | 2002.8.20 - 2005.8.4   | 防大17期              | 統合幕僚学校教官                                            | 鹿屋航空基地隊司令                              |                                     |
| 16 | 浅野武司 | 2005.8.5 - 2007.8.9    | 航学22期              | 掃海隊群司令部幕僚                                          | 第31航空群司令部付                              |                                     |
| 17 | 森川一朗 | 2007.8.10 - 2010.3.28  | 防大24期              | 徳島教育航空群司令部幕僚                                    | 自衛隊長崎地方協力本部長                        |                                     |
| 18 | 堀 博幸  | 2010.3.29 - 2012.12.3  | 防大27期              | 硫黄島航空基地隊司令                                        | 自衛隊福井地方協力本部長                        |                                     |
| 19 | 小俵和之 | 2012.12.4 - 2013.12.2  | 防大31期              | 第21航空隊司令                                              | 第22航空群司令部首席幕僚                        |                                     |
| 20 | 樗澤勇樹 | 2013.12.3 - 2015.11.30 | 日体大・ 37期幹候     | 統合幕僚学校教育課教務班長                                  | 海上自衛隊幹部学校 防衛戦略教育研究部主任教官   |                                     |
| 21 | 芳賀 基  | 2015.12.1 - 2018.3.29  | 防大32期              | 海上自衛隊幹部学校運用教育研究部 図演装置運用課計画指導班長 | 開発隊群司令部首席幕僚                          |                                     |
| 22 | 袴田重征 | 2018.3.30 - 2020.8.27  | 防大38期              | 統合幕僚監部運用部運用第2課 運用室運営班長                  | 硫黄島航空基地隊司令                            |                                     |
| 23 | 川崎実広 | 2020.8.28 - 2022.8.21  | 航学36期              | 大村航空基地隊司令                                          | 第22航空群司令部付 →2022.9.8 退職               |                                     |
| 24 | 佐藤友明 | 2022.8.22 - 2023.12.10 |                       | 大村航空基地隊司令                                          | 海上幕僚監部首席法務官付法務室長                |                                     |
| 25 | 和田和起 | 2023.12.11 - 2025.6.29 | 甲南大・ 47期幹候     | 第24航空隊司令 →2023.8.21 航空集団司令部勤務                | 教育航空集団司令部幕僚長                        |                                     |
| 26 | 林 隆司  | 2025.6.30 -            | 明治学院大            | 大湊地区総監部管理部長                                      |                                                 |                                     |

## 歴代運用機
- V-107A (1974年～1990年)
- MH-53E (1990年～2017年)
- MCH-101 (2008年～)

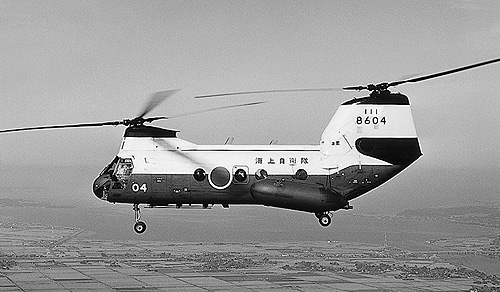
V-107A
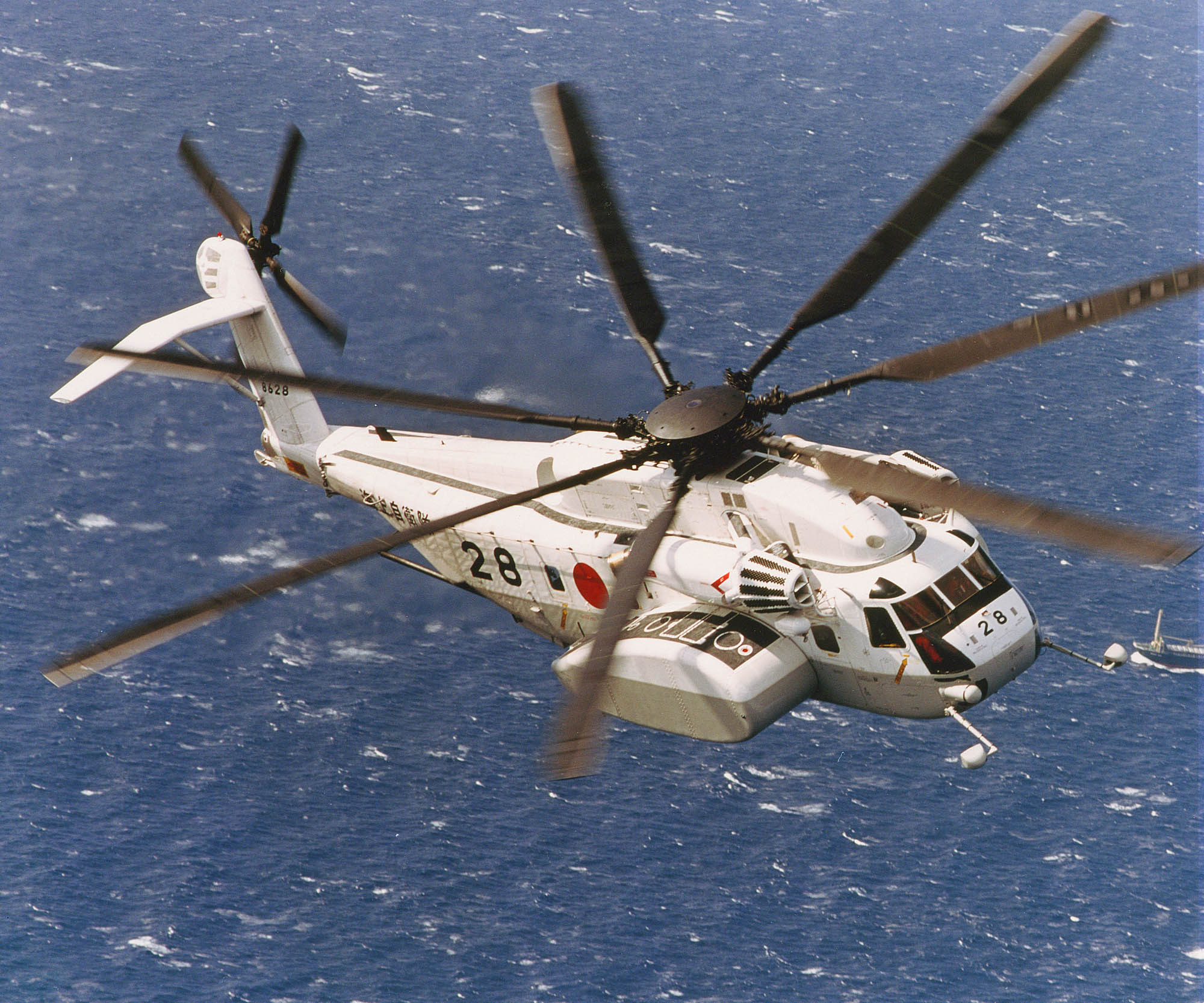
MH-53E